# Falerno
Il vino Falerno era prodotto nella Campania antica settentrionale, nell’ager Falernus, corrispondente alla stessa zona in provincia di Caserta degli odierni comuni di Carinola e Falciano del Massico dove oggi si produce il Falerno del Massico DOC, benché attualmente il disciplinare abbia esteso il territorio oltre l'agro Falerno storico.

## Storia

### Epoca romana
Come grande cru il vinum Falernum si affermò nella tarda età repubblicana e sicuramente già agli inizi del I secolo a.C. era un ottimo vino se Plinio tenne a precisare che « […] i vini d'oltremare mantennero il proprio prestigio e questo fino al tempo dei nostri nonni, persino quando il Falerno era già stato scoperto […] ». Questo vino, poi, mostrò anche maggiore longevità rispetto al Cecubo se ai tempi di Plinio, che morì nell'eruzione del Vesuvio del 79 d.C., quest'ultimo risultava ormai scomparso, al contrario del Falerno. Tuttavia, lo stesso Plinio non poté fare a meno di notare una fase di regresso del vino, secondo lui da attribuire ad una cattiva coltivazione, «in mano a gente che bada più alla quantità che alla qualità».
Gran parte degli scrittori latini hanno tessuto l'elogio di questo vino (Cicerone, Macrobio, Varrone, Diodoro Siculo, Virgilio, Orazio, Dionigi d’Alicarnasso, Tito Livio, Vitruvio, Tibullo, Ovidio, Plinio il Vecchio, Marziale, Silio Italico, Stazio, ecc.), ma prima di tutti fu Catullo in epoca repubblicana a celebrarne le lodi. Della qualità e della fama da esso raggiunta ne è prova anche il costo elevatissimo: pregnante è la scritta ritrovata a Pompei ove «Edone fa sapere: qui si beve per 1 asse; se ne paghi 2, berrai un vino migliore; con 4, avrai vino Falerno».
Il vino era consumato dai romani ancora nel I secolo d.C., come attesta l'iscrizione latina FALERNVM, che si è conservata su di un affresco delle Terme dei Sette Sapienti, costruite su di un antecedente thermopolium (identificabile con le moderne osterie), nell'antico porto romano di Ostia.
In verità, i "sommeliers" d'epoca romana, posizionavano al primo posto, per qualità, il vino di Fondi, il Caecubum, ma ben presto, in seguito alle mutate condizioni pedoclimatiche per i lavori inerenti alla costruzione della fossa Neronis, un canale navigabile che avrebbe dovuto congiungere Pozzuoli e Roma, qui non si produsse più un ottimo vino, come informa Plinio il Vecchio. Da allora rimase quindi in auge il solo Falerno, di cui poeti e scrittori cantarono ampiamente le lodi.
I veri intenditori di Falerno erano in grado di distinguerne ben tre varietà: la più rinomata era il Faustianum, prodotto sulla media collina corrispondente agli attuali territori collinari del comune di Falciano del Massico e Carinola; quello di alta collina, il Caucinum, nel territorio corrispondente alla collina di Casale di Carinola; mentre il vino di pianura aveva l'appellativo generico di Falernum. 
La nascita di un ottimo prodotto enologico risale a molto prima della documentazione archeologica, la quale non va più indietro degli inizi del III secolo a.C., o delle citazioni delle fonti. Fra queste non va dimenticato il passo polibiano ricordato da Ateneo in cui si accenna ad un buon vino, l'anadendrite, prodotto vicino Capua, probabilmente da identificare con il futuro Falerno.
 È verosimile che i Greci abbiano introdotto tecniche specialistiche di coltivazione della vite, presso le popolazioni ivi stanziate, abbastanza precocemente anche se solo con l'arrivo dei romani nel IV secolo a.C. ci furono le condizioni generali perché tale produzione, accompagnata da ottime infrastrutture, potesse essere commercializzata in Italia e nel mondo.
Il fossile guida per seguire in epoca romana il nascere e l'evoluzione della produzione enologica nell'ager Falernus è sicuramente l'anfora vinaria. La prima anfora utilizzata dai romani non è nient'altro che un contenitore in uso nella Magna Grecia e preso in prestito come recipiente per trasportare il surplus di produzione provenienti dalle coste tirreniche.
La più antica produzione di anfore greco-italiche sulla costa di Mondragone, generalmente datata alla prima metà del II secolo a.C., va forse spostata più indietro di qualche decennio attestato che il relitto Grand Congloué 1, datato al 205 a.C., aveva tra il suo carico anfore greco-ellenistiche e romano-repubblicane. Quindi proprio a cavallo del III e II secolo a.C. inizia la produzione di anfore vinarie per il trasporto di vino Falerno anche se esso non doveva ancora essere considerato un vero e proprio vino “DOC”.
Intorno al 145-135 a.C. si affianca alla greco-italica un nuovo tipo di anfora, denominata Dressel 1. Agli anni 70 e 60 del I secolo a.C. si data il nuovo tipo di anfora Dressel 2-4.
 Anche se nel corso del II secolo d.C. la tipica anfora di trasporto falerna per l'epoca imperiale, la Dr.2-4, scompare, gli ateliers dell'ager Falernus iniziano a produrre un nuovo tipo di contenitore che, pur richiamandosi alla Dr.2-4, si differenzia per le anse a sezione ovale o con leggero solco, e per gli orli arrotondati e ovali. La datazione di questo particolare tipo di contenitore, almeno nel caso dell'anfora ritrovata negli scavi sotto la basilica di S. Clemente a Roma, non lascia dubbi avendo attestato in questo caso con titulus pictus, il nome del vino (il Falerno) e la data consolare del 216 d.C.
Riassumendo le fornaci, come sembra essere il caso di quelle presenti lungo la costa a Mondragone, in un primo momento paiono essere condotte da figuli specializzati con officine in grado di produrre per più committenti. Ad una iniziale localizzazione delle officine ceramiche lungo la costa, sulla Via Appia, a stretto contatto con l'approdo di Sinuessa ed il porto di Minturnae con fornaci prevalentemente produttrici di Dr.1, segue un periodo in cui le figlinae - le officine di produzione della terracotta - si spostano all'interno a più diretto contatto con il fundus. In questi casi spesso troviamo associata alla villa rustica anche il forno per la produzione delle anfore necessarie al trasporto del vino. Cambia anche il tipo di recipienti; la vecchia Dr.1 viene sostituita dalla nuova anfora imitante un modello di Cos: la Dr.2-4.
Non è certo un caso che nel II secolo a.C. si assista, nell'ager Falernus, alla nascita di un cospicuo numero di ville rustiche in gran parte fornite di torcular, il che è un chiaro indizio del loro uso di destinazione.
È innegabile che dopo la seconda metà del II secolo a.C. vi sia stato uno sviluppo massiccio della produzione agricola con la immissione sui mercati di un surplus di produzione. La villa, in questa ultima fase, è sicuramente a conduzione schiavistica e in alcuni casi grosse proprietà sono certamente presenti; tuttavia, non bisogna generalizzare in quanto la dislocazione della fattorie lungo la catena del Massico, a breve distanza l'una dall'altra, fa pensare a fondi di piccola entità. Che nella Campania settentrionale fossero utilizzati un gran numero di schiavi, i quali evidentemente dovevano essere impiegati nelle numerose ville presenti nella seconda metà del II secolo a.C., lo testimonia Orosio sostenendo che, in seguito alle rivolte scoppiate in Sicilia nel 133 a.C., « […] il contagio della guerra servile […] colpì molte altre province: a Minturno furono crocifissi 450 schiavi, a Sinuessa quasi 4 000 furono annientati da Quinto Metello e Gneo Servilio Cepione […] ».
 Molto probabilmente il passo oraziano «ara mille iugeri del fondo falerno […] », è inserito in un «contesto colloquiale» e quindi non può essere preso a paradigma «dell'espansione media della proprietà dell'ager».
 Secondo ben note posizioni tra gli studiosi, la guerra annibalica e, in seguito, la distruzione di Cartagine nel 146 a.C. segnano un momento importante per l'economia di Roma, con l'aprirsi di nuovi mercati e con la possibilità di commercializzare i prodotti nell'intero bacino del Mediterraneo. Oltretutto i bottini di guerra portarono nelle tasche della classe senatoriale ingenti somme che prontamente furono investite. Se a ciò si associa la presenza di circa 250 000 nuovi schiavi tra il 200 ed il 150 a.C., già quadruplicata nella metà del I secolo a.C., appare di tutta evidenza che «si crearono insomma le condizioni per coniugare terra e schiavi in un particolare sistema economico».

### Medioevo
Con la caduta dell'Impero romano d'Occidente la produzione e l'esportazione del vino Falerno non cessarono del tutto. Certo è che dopo il V sec. non è attestata nessuna fornace per la
produzione di contenitori per il trasporto del vino; altresì le fonti, a partire dal VI secolo d.C., sembrano citare il vino Falerno di seconda mano nel ricordo dei tempi passati e/o nell'accezione poetica. È così, ad esempio, nelle parole di Flavio Cresconio Corippo, «quaeque Methymmnaeis expressit cultor ab uvis pocula, quae vitreo fragrabant plena Falerno», e in quelle di Gregorio di Tours, «sed tamen hic novo magis exuberat fructu, cum sine caudicibus falerna porrigit ad bibendum».
Che la produzione di vino nell'ager Falernus in questa fase sia crollata è nell'evidenza archeologica: nel tardo antico i siti censiti sono 27 e solo 5 dal V al VI sec. 
Questo, però, non deve indurre a pensare che esso non fosse più prodotto ed esportato. L'assenza di recipienti in terracotta si spiega facilmente con l'utilizzo di altri contenitori quali ad esempio le botti. Nel VII sec. arrivarono a Verdun (Francia), probabilmente via mare, dieci botti di Falerno per il vescovo Paolo, il che è anche una conferma di come all'epoca la navigazione commerciale fosse pienamente attiva nel Mediterraneo.

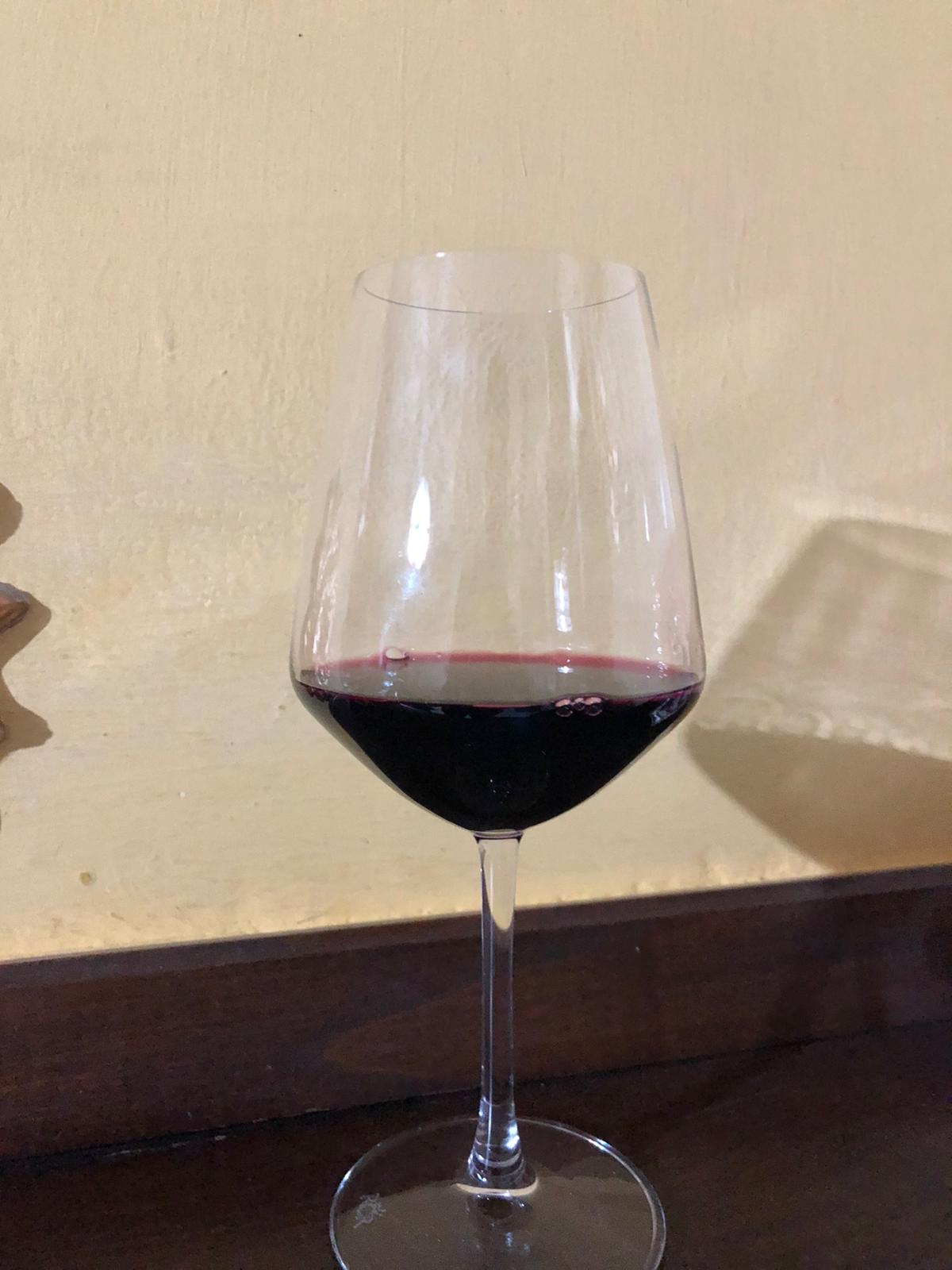
Un bicchiere di Falerno del Massico DOC rosso, dal caratteristico colore intenso

### Il Falerno del Massico DOC
Tralasciando l'epoca medioevale, per la quale si hanno anche altre fonti che attestano ancora la produzione del Falerno, pur se in modo molto ridotto, è sorprendente riscontrare la continuità e la vocazione dell'ager Falernus nell'odierna generazione di un prodotto enologico di alto livello, 
benché attraverso vitigni e nomi ormai trasformati. 
Dal 1989 è stata istituita una zona di produzione di vino DOC che si richiama alla tradizione, e al nome del Falerno antico, sotto il nome di Falerno del Massico.
Nel 2010 è stata costituita la "Confraternita del Falerno", prima Associazione Culturale No Profit nata con lo scopo di supportare le relazioni tra produttori, giornalisti ed amanti del vino Falerno svolgendo attività di tutela, promozione, valorizzazione e salvaguardia del vino Falerno del Massico DOC, delle uve che concorrono alla sua produzione e del suo territorio di origine.